# Koźle-Leśniczówka
Koźle-Leśniczówka – część wsi Gorzekały w Polsce, położona w województwie warmińsko-mazurskim, w powiecie piskim, w gminie Orzysz. Wchodzi w skład sołectwa Wierzbiny.
W latach 1975–1998 Koźle-Leśniczówka należało administracyjnie do województwa suwalskiego.